# Young Guns II
Young Guns II (br Jovens Demais para Morrer) é um filme estadunidense de 1990 do gênero faroeste com trilha sonora original composta e interpretada por Jon Bon Jovi. É uma sequência de Young Guns (br / pt: Jovens Pistoleiros). O filme conta a trajetória de Billy The Kid, posteriormente aos eventos da Guerra do Condado de Lincoln, tema do primeiro filme.

## Sinopse
Em 1950, "Brushy Bill" Roberts declara ao advogado William Morrison, que sua verdadeira identidade é William Henry McCarty, vulgo William Bonney, vulgo Billy The Kid. Contrariado pelo advogado, que a princípio não acredita em Roberts. Bill resolve contar sobre como se tornou o homem mais famoso do Novo México. Os eventos do filme se passsam entre os anos de 1879 e 1881, quando Billy e muitos outros veteranos da Guerra de Lincoln são caçados pelo governador Lew Wallace, determinado a resolver de uma vez por todas os problemas causados pela guerra. Junto a Dave "Arkansas" Rudabaugh e  Patrick Floyd Garrett, Billy é um famoso ladrão de gado da região. No decorrer dos acontecimentos, acaba por resgatar seus antigos companheiros Josiah "Doc" Scurlock e Jose Chavez y Chavez, capturados pelas autoridades em outras regiões do país e trazidos a Lincoln para o enforcamento. No entanto, o cerco das autoridades se fecha e o grupo precisa fugir do território. Mas uma traição inesperada, pode acabar frustrando os planos de Billy e seus amigos.

## Elenco
- Emilio Estevez como Billy the Kid
- Kiefer Sutherland como Doc Scurlock
- Lou Diamond Phillips como Jose Chavez y Chavez
- Christian Slater como Dave Rudabaugh
- William Petersen como Pat Garrett
- Alan Ruck como Hendry William French.
- R.D. Call como D.A. Rynerson
- James Coburn como John Chisum
- Balthazar Getty como Tom O'Folliard
- Jack Kehoe como Ashmun Upson
- Robert Knepper como Deputy Carlyle
- Tom Kurlander como J.W. Bell
- Viggo Mortensen como John W. Poe
- Leon Rippy como Bob Ollinger
- Tracey Walter como Beever Smith

## Trilha sonora
A trilha sonora do filme tem onze músicas compostas e interpretadas por Jon Bon Jovi e uma música de Alan Silvestri. Todas as músicas foram compostas especialmente para o filme. Nas composições, Bon Jovi foi auxiliado pelo baterista Kenny Aronoff e pelo guitarrista Jeff Beck. Além do auxílio nos vocais de cantores consagrados como Elton John e Little Richard. Inclusive o próprio ator Lou Diamond Phillips, que atuou como protagonista no filme, ajudou como vocal em algumas faixas.

### Young Guns II: Blaze of Glory
- "Billy Get Your Guns" - Jon Bon Jovi
- "Blaze of Glory" - Jon Bon Jovi
- "Miracle" - Jon Bon Jovi
- "Blood Money" - Jon Bon Jovi
- "Santa Fe" - Jon Bon Jovi
- "Justice in the Barrel" - Jon Bon Jovi
- "Never Say Die" - Jon Bon Jovi
- "You Really Got Me Now" - Jon Bon Jovi
- "Bang a Drum" - Jon Bon Jovi
- "Dyin' Ain't Much of a Livin'" - Jon Bon Jovi
- "Guano City" - Alan Silvestri

## Premiações
Indicado ao Oscar de melhor canção com Blaze of Glory - Jon Bon Jovi.
Indicado ao Grammy de melhor canção em mídia visual - Blaze of Glory - Jon Bon Jovi.
Indicado ao Globo de Ouro de melhor canção com Blaze of Glory - Jon Bon Jovi.
Venceu o Globo de Ouro de melhor canção com Blaze of Glory - Jon Bon Jovi. 